# Cratere Ilomba
Ilomba è un cratere presente sulla superficie di Tritone, il principale satellite di Nettuno; il suo nome deriva da quello di Ilomba, un serpente acquatico presente nella mitologia Lozi (una popolazione dello Zambia).